# Copa Sudamericana 2013
La Copa Sudamericana 2013, denominada por motivos comerciales Copa Total Sudamericana 2013, fue la decimosegunda edición del torneo organizado por la Confederación Sudamericana de Fútbol, en la que participaron equipos de diez países: Argentina, Bolivia, Brasil, Chile, Colombia, Ecuador, Paraguay, Perú, Uruguay y Venezuela.
El sorteo se realizó en la ciudad de Buenos Aires, Argentina, el día miércoles 3 de julio de 2013 a las 12:00, hora local, en el Sheraton Buenos Aires Hotel, ubicado en el barrio porteño de Retiro.
El campeón fue Lanús de Argentina, después de vencer en la final a Ponte Preta de Brasil, con un marcador global de 3-1. Gracias al título, disputó la Recopa Sudamericana 2014 contra Atlético Mineiro, campeón de la Copa Libertadores 2013, y la Copa Suruga Bank 2014 frente a Kashiwa Reysol, vencedor de la Copa J. League 2013. Además, clasificó a los octavos de final de la Copa Sudamericana 2014, y a la primera fase de la Copa Libertadores 2014.

## Formato
El torneo se desarrolló plenamente bajo un formato de eliminación directa, donde cada equipo enfrentaba a su rival de turno en partidos de ida y vuelta. El último campeón accedió automáticamente a los octavos de final, mientras que los restantes 46 debieron disputar las dos fases clasificatorias. De allí salieron los últimos 15 clasificados a las fases finales, compuestas por los octavos de final, los cuartos de final, las semifinales y la final, en la que se declaró al campeón. Como criterios de desempate en caso de igualdad de puntos y diferencia de goles al finalizar los dos encuentros de una llave, hasta las semifinales inclusive, se aplicaron la regla del gol de visitante y los tiros desde el punto penal. En las finales, no rigió la reglamentación de los goles fuera de casa, y frente a la igualdad de puntos y goles, previo a la definición por penales, se disputó una prórroga de 30 minutos.
|                            |                            | Equipos que entran en esta fase                                                       | Equipos que provienen de la fase anterior    |
| -------------------------- | -------------------------- | ------------------------------------------------------------------------------------- | -------------------------------------------- |
| Primera fase (32 equipos)  | Primera fase (32 equipos)  | - 4 equipos de Bolivia, Chile, Colombia, Ecuador, Paraguay, Perú, Uruguay y Venezuela |                                              |
| Segunda fase (30 equipos)  | Segunda fase (30 equipos)  | - 8 equipos de Brasil - 6 equipos de Argentina                                        | - 16 equipos clasificados de la Primera fase |
| Fases finales (16 equipos) | Fases finales (16 equipos) | - 1 equipo, campeón de la Copa Sudamericana 2012                                      | - 15 equipos clasificados de la Segunda fase |

## Distribución cupos
| País                            | Cupos | fases finales | Segunda fase | Primera fase |
| ------------------------------- | ----- | ------------- | ------------ | ------------ |
| Brasil                          | 8     | –             | 8            | -            |
| Argentina                       | 6     | –             | 6            | -            |
| Bolivia                         | 4     | –             | –            | 4            |
| Chile                           | 4     | -             | –            | 4            |
| Colombia                        | 4     | -             | –            | 4            |
| Ecuador                         | 4     | –             | –            | 4            |
| Paraguay                        | 4     | –             | –            | 4            |
| Perú                            | 4     | –             | –            | 4            |
| Uruguay                         | 4     | -             | –            | 4            |
| Venezuela                       | 4     | –             | –            | 4            |
| Fase anterior                   | –     | 15            | 16           | –            |
| Campeón de la Copa Sudamericana | 1     | 1             | –            | –            |
| Total                           | 47    | 16            | 30           | 32           |

## Equipos participantes
En cursiva los equipos debutantes en el torneo.
| País                             | Equipo                                                                                           | Vía de clasificación |
| -------------------------------- | ------------------------------------------------------------------------------------------------ | --- |
| Argentina 6 cupos                | Vélez Sarsfield Lanús River Plate Racing Club Belgrano San Lorenzo                               | Campeón del Campeonato de Primera División 2012-13 Mejor equipo ubicado en la tabla de posiciones del Campeonato de Primera División 2012-13 no participante de la Copa Libertadores 2013 2.º mejor equipo ubicado en la tabla de posiciones del Campeonato de Primera División 2012-13 no participante de la Copa Libertadores 2013 3.º mejor equipo ubicado en la tabla de posiciones del Campeonato de Primera División 2012-13 no participante de la Copa Libertadores 2013 4.º mejor equipo ubicado en la tabla de posiciones del Campeonato de Primera División 2012-13 no participante de la Copa Libertadores 2013 5.º mejor equipo ubicado en la tabla de posiciones del Campeonato de Primera División 2012-13 no participante de la Copa Libertadores 2013 |
| Bolivia 4 cupos                  | Oriente Petrolero The Strongest Blooming Real Potosí                                             | Perdedor del partido entre el 3.º puesto del Torneo Clausura 2012 y el 3.º puesto del Torneo Apertura 2012 Campeón del Torneo Clausura 2012 y del Torneo Apertura 2012 4.º puesto del Torneo Apertura 2012 5.º puesto del Torneo Apertura 2012 |
| Brasil 8 cupos + campeón vigente | São Paulo Náutico Capibaribe Coritiba Ponte Preta Bahia Portuguesa Criciúma Vitória Sport Recife | Campeón de la Copa Sudamericana 2012 Mejor equipo ubicado en el Campeonato Brasileño de 2012 no clasificado ni a la Copa Libertadores 2013 ni a octavos de la Copa de Brasil 2013 2.º mejor equipo ubicado en el Campeonato Brasileño de 2012 no clasificado ni a la Copa Libertadores 2013 ni a octavos de la Copa de Brasil 2013 3.º mejor equipo ubicado en el Campeonato Brasileño de 2012 no clasificado ni a la Copa Libertadores 2013 ni a octavos de la Copa de Brasil 2013 4.º mejor equipo ubicado en el Campeonato Brasileño de 2012 no clasificado ni a la Copa Libertadores 2013 ni a octavos de la Copa de Brasil 2013 5.º mejor equipo ubicado en el Campeonato Brasileño de 2012 no clasificado ni a la Copa Libertadores 2013 ni a octavos de la Copa de Brasil 2013 Mejor equipo ubicado en el Campeonato Brasileño de Serie B de 2012 no clasificado a octavos de la Copa de Brasil 2013 2.º mejor equipo ubicado en el Campeonato Brasileño de Serie B de 2012 no clasificado a octavos de la Copa de Brasil 2013 Mejor equipo descendido del Campeonato Brasileño de 2012 no clasificado ni a la Copa Libertadores 2013 ni a octavos de la Copa de Brasil 2013 |
| Chile 4 cupos                    | Universidad de Chile Colo-Colo Universidad Católica Cobreloa                                     | Campeón de la Copa Chile 2012-13 1.º puesto de la fase regular del Torneo Clausura 2012 2.º puesto del Torneo Transición 2013 3.º puesto del Torneo Transición 2013 |
| Colombia 4 cupos                 | Atlético Nacional La Equidad Deportivo Pasto Águilas Doradas (Itagüí)                            | Campeón de la Copa Colombia 2012 Mejor equipo ubicado en la Reclasificación 2012 no participante de la Copa Libertadores 2013 2.º mejor equipo ubicado en la Reclasificación 2012 no participante de la Copa Libertadores 2013 3.º mejor equipo ubicado en la Reclasificación 2012 no participante de la Copa Libertadores 2013 |
| Ecuador 4 cupos                  | Barcelona Emelec Liga de Loja Independiente del Valle                                            | Campeón del Campeonato Ecuatoriano de 2012 2.º puesto de la tabla acumulada del Campeonato Ecuatoriano de 2012 4.º puesto de la tabla acumulada del Campeonato Ecuatoriano de 2012 5.º puesto de la tabla acumulada del Campeonato Ecuatoriano de 2012 |
| Paraguay 4 cupos                 | Libertad Cerro Porteño Nacional Guaraní                                                          | Campeón en la temporada 2012 con mayor puntaje acumulado Campeón en la temporada 2012 con menor puntaje acumulado Mejor equipo ubicado en la tabla acumulada de la temporada 2012 no participante de la Copa Libertadores 2013 2.º mejor equipo ubicado en la tabla acumulada de la temporada 2012 no participante de la Copa Libertadores 2013 |
| Perú 4 cupos                     | Juan Aurich Melgar Sport Huancayo Inti Gas                                                       | Mejor equipo ubicado en la tabla acumulada del Campeonato Descentralizado 2012 no participante de la Copa Libertadores 2013 2.º mejor equipo ubicado en la tabla acumulada del Campeonato Descentralizado 2012 no participante de la Copa Libertadores 2013 3.º mejor equipo ubicado en la tabla acumulada del Campeonato Descentralizado 2012 no participante de la Copa Libertadores 2013 4.º mejor equipo ubicado en la tabla acumulada del Campeonato Descentralizado 2012 no participante de la Copa Libertadores 2013 |
| Uruguay 4 cupos                  | Peñarol River Plate El Tanque Sisley Montevideo Wanderers                                        | Campeón del Campeonato Uruguayo 2012-13 Mejor equipo ubicado en la tabla anual del Campeonato Uruguayo 2012-13 no participante de la Copa Libertadores 2014 2.º mejor equipo ubicado en la tabla anual del Campeonato Uruguayo 2012-13 no participante de la Copa Libertadores 2014 3.º mejor equipo ubicado en la tabla anual del Campeonato Uruguayo 2012-13 no participante de la Copa Libertadores 2014 |
| Venezuela 4 cupos                | Deportivo Anzoátegui Deportivo Lara Trujillanos Mineros de Guayana                               | Campeón de la Copa Venezuela 2012 Mejor equipo ubicado en la tabla acumulada de la Primera División Venezolana 2012-13 no participante de la Copa Libertadores 2014 Finalista de la Serie Pre-Sudamericana con mayor puntaje acumulado en la temporada 2012-13 Finalista de la Serie Pre-Sudamericana con menor puntaje acumulado en la temporada 2012-13 |

### Distribución geográfica de los equipos
Distribución geográfica de las sedes de los equipos participantes:

## Primera fase
Los clasificados de todas las asociaciones, exceptuando Argentina y Brasil, fueron separados en dos zonas, Sur y Norte, de acuerdo a la localización geográfica de cada país: la primera zona estuvo integrada por los equipos de Bolivia, Chile, Paraguay y Uruguay, y la segunda, por los de Colombia, Ecuador, Perú y Venezuela. Dentro de cada zona, se establecieron ocho llaves. Los 16 ganadores avanzaron a la segunda fase.

### Zona Sur
| Fechas                    | Local en la ida      | Global | Local en la vuelta   | Ida | Vuelta | Llave     |
| ------------------------- | -------------------- | ------ | -------------------- | --- | ------ | --------- |
| 1 y 8 de agosto           | Montevideo Wanderers | 1:2    | Libertad             | 1:2 | 0:0    | Ganador 1 |
| 1 y 8 de agosto           | Cobreloa             | 2:0    | Peñarol              | 0:0 | 2:0    | Ganador 2 |
| 30 de julio y 6 de agosto | Real Potosí          | 3:6    | Universidad de Chile | 3:1 | 0:5    | Ganador 3 |
| 1 y 8 de agosto           | Guaraní              | 4:1    | Oriente Petrolero    | 0:0 | 4:1    | Ganador 4 |
| 31 de julio y 7 de agosto | El Tanque Sisley     | 0:3    | Colo-Colo            | 0:1 | 0:2    | Ganador 5 |
| 31 de julio y 6 de agosto | Blooming             | 0:5    | River Plate          | 0:1 | 0:4    | Ganador 6 |
| 31 de julio y 7 de agosto | Universidad Católica | 2:1    | Cerro Porteño        | 1:1 | 1:0    | Ganador 7 |
| 30 de julio y 7 de agosto | (v.) Nacional        | 1:1    | The Strongest        | 0:0 | 1:1    | Ganador 8 |

### Zona Norte
| Fechas                    | Local en la ida         | Global | Local en la vuelta   | Ida | Vuelta | Llave      |
| ------------------------- | ----------------------- | ------ | -------------------- | --- | ------ | ---------- |
| 30 de julio y 6 de agosto | Inti Gas                | 0:5    | Atlético Nacional    | 0:1 | 0:4    | Ganador 9  |
| 1 y 8 de agosto           | Mineros de Guayana      | 4:2    | Barcelona            | 2:2 | 2:0    | Ganador 10 |
| 1 y 8 de agosto           | Independiente del Valle | 2:0    | Deportivo Anzoátegui | 0:0 | 2:0    | Ganador 11 |
| 30 de julio y 7 de agosto | Itagüí                  | 6:2    | Juan Aurich          | 3:0 | 3:2    | Ganador 12 |
| 31 de julio y 7 de agosto | Sport Huancayo          | 1:7    | Emelec               | 1:3 | 0:4    | Ganador 13 |
| 31 de julio y 6 de agosto | Deportivo Pasto         | 3:2    | Melgar               | 3:0 | 0:2    | Ganador 14 |
| 30 de julio y 7 de agosto | Trujillanos             | 0:1    | La Equidad           | 0:1 | 0:0    | Ganador 15 |
| 30 de julio y 6 de agosto | Liga de Loja            | 3:1    | Deportivo Lara       | 2:0 | 1:1    | Ganador 16 |

## Segunda fase
Por ser el campeón de la Copa Sudamericana 2012, São Paulo clasificó automáticamente a octavos de final como Octavo 16. Para determinar a los restantes 15 clasificados a las fases finales, se establecieron quince nuevas llaves. Los seis participantes de Argentina, por un lado, y los ocho de Brasil, por otro, conformaron siete de las llaves, determinadas según la plaza clasificatoria que ocupara cada equipo. En cada uno de los otros ocho cruces, se enfrentó un ganador de la Zona Norte con uno de la Zona Sur de la primera fase. Los 15 ganadores avanzaron a los octavos de final.
| Fechas                         | Local en la ida      | Global       | Local en la vuelta      | Ida | Vuelta | Llave     |
| ------------------------------ | -------------------- | ------------ | ----------------------- | --- | ------ | --------- |
| 20 y 27 de agosto              | Universidad Católica | 7:2          | Emelec                  | 4:0 | 3:2    | Octavo 1  |
| 22 de agosto y 5 de septiembre | San Lorenzo          | 0:1          | River Plate             | 0:1 | 0:0    | Octavo 2  |
| 22 y 28 de agosto              | Deportivo Pasto      | 3:0          | Colo-Colo               | 1:0 | 2:0    | Octavo 3  |
| 20 y 28 de agosto              | Sport Recife         | 2:2 (3:1 p.) | Náutico Capibaribe      | 2:0 | 0:2    | Octavo 4  |
| 21 y 28 de agosto              | Itagüí               | 1:0          | River Plate             | 1:0 | 0:0    | Octavo 5  |
| 13 y 29 de agosto              | Belgrano             | 1:2          | Vélez Sarsfield         | 1:0 | 0:2    | Octavo 6  |
| 21 y 29 de agosto              | Universidad de Chile | 4:2          | Independiente del Valle | 1:1 | 3:1    | Octavo 7  |
| 22 y 28 de agosto              | Portuguesa           | 1:2          | Bahia                   | 1:2 | 0:0    | Octavo 8  |
| 20 y 27 de agosto              | Guaraní              | 0:2          | Atlético Nacional       | 0:2 | 0:0    | Octavo 9  |
| 14 y 28 de agosto              | Racing Club          | 1:4          | Lanús                   | 1:2 | 0:2    | Octavo 10 |
| 20 y 29 de agosto              | (v.) La Equidad      | 1:1          | Cobreloa                | 0:0 | 1:1    | Octavo 11 |
| 21 y 27 de agosto              | Vitória              | 1:1 (3:4 p.) | Coritiba                | 1:0 | 0:1    | Octavo 12 |
| 21 y 28 de agosto              | Libertad             | 4:1          | Mineros de Guayana      | 2:0 | 2:1    | Octavo 13 |
| 21 y 27 de agosto              | Criciúma             | 1:2          | Ponte Preta             | 1:2 | 0:0    | Octavo 14 |
| 22 y 29 de agosto              | Liga de Loja         | 1:0          | Nacional                | 0:0 | 1:0    | Octavo 15 |

## Fases finales
Las fases finales estuvieron compuestas por cuatro etapas: octavos de final, cuartos de final, semifinales y final. A los 15 ganadores de la primera fase se les sumó São Paulo, campeón de la Copa Sudamericana 2012. A los fines de establecer las llaves de los octavos de final, se tuvo en cuenta la denominación que se le asignó a cada equipo; en el caso de los cuadros que clasificaron desde la segunda fase, dicha denominación fue determinada por el nombre del cruce que ganaron en aquella instancia. De esa manera, el Octavo 1 enfrentó al Octavo 16, el 2 al 15, el 3 al 14, y así sucesivamente. Desde esta instancia inclusive en adelante, el equipo que ostentara menor número de orden que su rival de turno ejerció la localía en el partido de vuelta. En caso de que dos equipos de un mismo país alcanzaran la ronda de semifinales, se debía alterar, de ser necesario, el orden de las llaves para que ambos se enfrentaran en la mencionada instancia, a fin de evitar que puedan cruzarse en la final.

### Cuadro de desarrollo
|  | Octavos de final                  | Octavos de final                  | Octavos de final                  | Octavos de final                  | Octavos de final                  |   |    | Cuartos de final                | Cuartos de final                | Cuartos de final                | Cuartos de final                | Cuartos de final                |  |    | Semifinales           | Semifinales           | Semifinales           | Semifinales           | Semifinales           |  |    | Final               | Final               | Final               | Final               | Final               |  |
|  | 18 de septiembre al 24 de octubre | 18 de septiembre al 24 de octubre | 18 de septiembre al 24 de octubre | 18 de septiembre al 24 de octubre | 18 de septiembre al 24 de octubre |   |    | 29 de octubre al 7 de noviembre | 29 de octubre al 7 de noviembre | 29 de octubre al 7 de noviembre | 29 de octubre al 7 de noviembre | 29 de octubre al 7 de noviembre |  |    | 20 al 28 de noviembre | 20 al 28 de noviembre | 20 al 28 de noviembre | 20 al 28 de noviembre | 20 al 28 de noviembre |  |    | 4 y 11 de diciembre | 4 y 11 de diciembre | 4 y 11 de diciembre | 4 y 11 de diciembre | 4 y 11 de diciembre |  |
|  |                                   |                                   |                                   |                                   |                                   |   |    |                                 |                                 |                                 |                                 |                                 |  |    |                       |                       |                       |                       |                       |  |    |                     |                     |                     |                     |                     |  |
|  |                                   |                                   |                                   |                                   |                                   |   |    |                                 |                                 |                                 |                                 |                                 |  |    |                       |                       |                       |                       |                       |  |    |                     |                     |                     |                     |                     |  |
|  | 1                                 | Universidad Católica              | 1                                 | 3                                 | 4                                 |   |    |                                 |                                 |                                 |                                 |                                 |  |    |                       |                       |                       |                       |                       |  |    |                     |                     |                     |                     |                     |  |
|  | 1                                 | Universidad Católica              | 1                                 | 3                                 | 4                                 |   |    |                                 |                                 |                                 |                                 |                                 |  |    |                       |                       |                       |                       |                       |  |    |                     |                     |                     |                     |                     |  |
|  | 16                                | São Paulo                         | 1                                 | 4                                 | 5                                 |   |    |                                 |                                 |                                 |                                 |                                 |  |    |                       |                       |                       |                       |                       |  |    |                     |                     |                     |                     |                     |  |
|  | 16                                | São Paulo                         | 1                                 | 4                                 | 5                                 |   | 16 | São Paulo                       | 3                               | 0                               | 3                               |                                 |  |    |                       |                       |                       |                       |                       |  |    |                     |                     |                     |                     |                     |  |
|  |                                   |                                   |                                   |                                   |                                   |   | 16 | São Paulo                       | 3                               | 0                               | 3                               |                                 |  |    |                       |                       |                       |                       |                       |  |    |                     |                     |                     |                     |                     |  |
|  |                                   |                                   | 9                                 | Atlético Nacional                 | 2                                 | 0 | 2  |                                 |                                 |                                 |                                 |                                 |  |    |                       |                       |                       |                       |                       |  |    |                     |                     |                     |                     |                     |  |
|  | 8                                 | Bahia                             | 9                                 | Atlético Nacional                 | 2                                 | 0 | 2  | 0                               | 1                               | 1 (3)                           |                                 |                                 |  |    |                       |                       |                       |                       |                       |  |    |                     |                     |                     |                     |                     |  |
|  | 8                                 | Bahia                             |                                   |                                   |                                   |   |    |                                 |                                 | 1 (3)                           |                                 |                                 |  |    |                       |                       |                       |                       |                       |  |    |                     |                     |                     |                     |                     |  |
|  | 9                                 | Atlético Nacional (p)             | 1                                 | 0                                 | 1 (4)                             |   |    |                                 |                                 |                                 |                                 |                                 |  |    |                       |                       |                       |                       |                       |  |    |                     |                     |                     |                     |                     |  |
|  | 9                                 | Atlético Nacional (p)             | 1                                 | 0                                 | 1 (4)                             |   |    |                                 |                                 |                                 |                                 |                                 |  | 16 | São Paulo             | 1                     | 1                     | 2                     |                       |  |    |                     |                     |                     |                     |                     |  |
|  |                                   |                                   |                                   |                                   |                                   |   |    |                                 |                                 |                                 |                                 |                                 |  | 16 | São Paulo             | 1                     | 1                     | 2                     |                       |  |    |                     |                     |                     |                     |                     |  |
|  |                                   |                                   | 14                                | Ponte Preta                       | 3                                 | 1 | 4  |                                 |                                 |                                 |                                 |                                 |  |    |                       |                       |                       |                       |                       |  |    |                     |                     |                     |                     |                     |  |
|  | 3                                 | Deportivo Pasto                   | 14                                | Ponte Preta                       | 3                                 | 1 | 4  | 0                               | 1                               | 1                               |                                 |                                 |  |    |                       |                       |                       |                       |                       |  |    |                     |                     |                     |                     |                     |  |
|  | 3                                 | Deportivo Pasto                   |                                   |                                   |                                   |   |    |                                 |                                 | 1                               |                                 |                                 |  |    |                       |                       |                       |                       |                       |  |    |                     |                     |                     |                     |                     |  |
|  | 14                                | Ponte Preta                       | 2                                 | 0                                 | 2                                 |   |    |                                 |                                 |                                 |                                 |                                 |  |    |                       |                       |                       |                       |                       |  |    |                     |                     |                     |                     |                     |  |
|  | 14                                | Ponte Preta                       | 2                                 | 0                                 | 2                                 |   | 14 | Ponte Preta                     | 0                               | 2                               | 2                               |                                 |  |    |                       |                       |                       |                       |                       |  |    |                     |                     |                     |                     |                     |  |
|  |                                   |                                   |                                   |                                   |                                   |   | 14 | Ponte Preta                     | 0                               | 2                               | 2                               |                                 |  |    |                       |                       |                       |                       |                       |  |    |                     |                     |                     |                     |                     |  |
|  |                                   |                                   | 6                                 | Vélez Sarsfield                   | 0                                 | 0 | 0  |                                 |                                 |                                 |                                 |                                 |  |    |                       |                       |                       |                       |                       |  |    |                     |                     |                     |                     |                     |  |
|  | 6                                 | Vélez Sarsfield                   | 6                                 | Vélez Sarsfield                   | 0                                 | 0 | 0  | 2                               | 2                               | 4                               |                                 |                                 |  |    |                       |                       |                       |                       |                       |  |    |                     |                     |                     |                     |                     |  |
|  | 6                                 | Vélez Sarsfield                   |                                   |                                   |                                   |   |    |                                 |                                 | 4                               |                                 |                                 |  |    |                       |                       |                       |                       |                       |  |    |                     |                     |                     |                     |                     |  |
|  | 11                                | La Equidad                        | 1                                 | 1                                 | 2                                 |   |    |                                 |                                 |                                 |                                 |                                 |  |    |                       |                       |                       |                       |                       |  |    |                     |                     |                     |                     |                     |  |
|  | 11                                | La Equidad                        | 1                                 | 1                                 | 2                                 |   |    |                                 |                                 |                                 |                                 |                                 |  |    |                       |                       |                       |                       |                       |  | 14 | Ponte Preta         | 1                   | 0                   | 1                   |                     |  |
|  |                                   |                                   |                                   |                                   |                                   |   |    |                                 |                                 |                                 |                                 |                                 |  |    |                       |                       |                       |                       |                       |  | 14 | Ponte Preta         | 1                   | 0                   | 1                   |                     |  |
|  |                                   |                                   | 10                                | Lanús                             | 1                                 | 2 | 3  |                                 |                                 |                                 |                                 |                                 |  |    |                       |                       |                       |                       |                       |  |    |                     |                     |                     |                     |                     |  |
|  | 4                                 | Sport Recife                      | 10                                | Lanús                             | 1                                 | 2 | 3  | 0                               | 1                               | 1                               |                                 |                                 |  |    |                       |                       |                       |                       |                       |  |    |                     |                     |                     |                     |                     |  |
|  | 4                                 | Sport Recife                      |                                   |                                   |                                   |   |    |                                 |                                 | 1                               |                                 |                                 |  |    |                       |                       |                       |                       |                       |  |    |                     |                     |                     |                     |                     |  |
|  | 13                                | Libertad                          | 2                                 | 2                                 | 4                                 |   |    |                                 |                                 |                                 |                                 |                                 |  |    |                       |                       |                       |                       |                       |  |    |                     |                     |                     |                     |                     |  |
|  | 13                                | Libertad                          | 2                                 | 2                                 | 4                                 |   | 13 | Libertad                        | 2                               | 0                               | 2                               |                                 |  |    |                       |                       |                       |                       |                       |  |    |                     |                     |                     |                     |                     |  |
|  |                                   |                                   |                                   |                                   |                                   |   | 13 | Libertad                        | 2                               | 0                               | 2                               |                                 |  |    |                       |                       |                       |                       |                       |  |    |                     |                     |                     |                     |                     |  |
|  |                                   |                                   | 5                                 | Itagüí                            | 0                                 | 1 | 1  |                                 |                                 |                                 |                                 |                                 |  |    |                       |                       |                       |                       |                       |  |    |                     |                     |                     |                     |                     |  |
|  | 5                                 | Itagüí                            | 5                                 | Itagüí                            | 0                                 | 1 | 1  | 1                               | 2                               | 3                               |                                 |                                 |  |    |                       |                       |                       |                       |                       |  |    |                     |                     |                     |                     |                     |  |
|  | 5                                 | Itagüí                            |                                   |                                   |                                   |   |    |                                 |                                 | 3                               |                                 |                                 |  |    |                       |                       |                       |                       |                       |  |    |                     |                     |                     |                     |                     |  |
|  | 12                                | Coritiba                          | 0                                 | 1                                 | 1                                 |   |    |                                 |                                 |                                 |                                 |                                 |  |    |                       |                       |                       |                       |                       |  |    |                     |                     |                     |                     |                     |  |
|  | 12                                | Coritiba                          | 0                                 | 1                                 | 1                                 |   |    |                                 |                                 |                                 |                                 |                                 |  | 13 | Libertad              | 1                     | 1                     | 2                     |                       |  |    |                     |                     |                     |                     |                     |  |
|  |                                   |                                   |                                   |                                   |                                   |   |    |                                 |                                 |                                 |                                 |                                 |  | 13 | Libertad              | 1                     | 1                     | 2                     |                       |  |    |                     |                     |                     |                     |                     |  |
|  |                                   |                                   | 10                                | Lanús                             | 2                                 | 2 | 4  |                                 |                                 |                                 |                                 |                                 |  |    |                       |                       |                       |                       |                       |  |    |                     |                     |                     |                     |                     |  |
|  | 2                                 | River Plate                       | 10                                | Lanús                             | 2                                 | 2 | 4  | 1                               | 2                               | 3                               |                                 |                                 |  |    |                       |                       |                       |                       |                       |  |    |                     |                     |                     |                     |                     |  |
|  | 2                                 | River Plate                       |                                   |                                   |                                   |   |    |                                 |                                 | 3                               |                                 |                                 |  |    |                       |                       |                       |                       |                       |  |    |                     |                     |                     |                     |                     |  |
|  | 15                                | Liga de Loja                      | 2                                 | 0                                 | 2                                 |   |    |                                 |                                 |                                 |                                 |                                 |  |    |                       |                       |                       |                       |                       |  |    |                     |                     |                     |                     |                     |  |
|  | 15                                | Liga de Loja                      | 2                                 | 0                                 | 2                                 |   | 2  | River Plate                     | 0                               | 1                               | 1                               |                                 |  |    |                       |                       |                       |                       |                       |  |    |                     |                     |                     |                     |                     |  |
|  |                                   |                                   |                                   |                                   |                                   |   | 2  | River Plate                     | 0                               | 1                               | 1                               |                                 |  |    |                       |                       |                       |                       |                       |  |    |                     |                     |                     |                     |                     |  |
|  |                                   |                                   | 10                                | Lanús                             | 0                                 | 3 | 3  |                                 |                                 |                                 |                                 |                                 |  |    |                       |                       |                       |                       |                       |  |    |                     |                     |                     |                     |                     |  |
|  | 7                                 | Universidad de Chile              | 10                                | Lanús                             | 0                                 | 3 | 3  | 0                               | 1                               | 1                               |                                 |                                 |  |    |                       |                       |                       |                       |                       |  |    |                     |                     |                     |                     |                     |  |
|  | 7                                 | Universidad de Chile              |                                   |                                   |                                   |   |    |                                 |                                 | 1                               |                                 |                                 |  |    |                       |                       |                       |                       |                       |  |    |                     |                     |                     |                     |                     |  |
|  | 10                                | Lanús                             | 4                                 | 0                                 | 4                                 |   |    |                                 |                                 |                                 |                                 |                                 |  |    |                       |                       |                       |                       |                       |  |    |                     |                     |                     |                     |                     |  |
|  | 10                                | Lanús                             | 4                                 | 0                                 | 4                                 |   |    |                                 |                                 |                                 |                                 |                                 |  |    |                       |                       |                       |                       |                       |  |    |                     |                     |                     |                     |                     |  |
|  |                                   |                                   |                                   |                                   |                                   |   |    |                                 |                                 |                                 |                                 |                                 |  |    |                       |                       |                       |                       |                       |  |    |                     |                     |                     |                     |                     |  |

- Nota: En cada llave, el equipo con la menor numeración es el que definió la serie como local.
- Nota 2: El Reglamento de la competición establece: En caso de que lleguen a semifinales dos clubes de la misma asociación, deberán enfrentarse en la instancia semifinal, teniendo que alterarse el orden establecido. Al haber arribado dos equipos brasileños a semifinales —Ponte Preta y São Paulo—, el cuadro debió alterarse de manera tal que ambos equipos tuvieron que enfrentarse en dicha instancia. Los otros dos cuadros semifinalistas —Lanús y Libertad— se cruzaron en la otra llave.

### Octavos de final
| 26 de septiembre de 2013, 21:50 (UTC-3) | São Paulo        | 1:1 (1:1) | Universidad Católica | Estadio Morumbi, São Paulo                                                |                                                                           |
|                                         | Luís Fabiano 17' | Reporte   | Castillo 40'         | Asistencia: 12 342[cita requerida] espectadores Árbitro(s): Darío Ubriaco | Asistencia: 12 342[cita requerida] espectadores Árbitro(s): Darío Ubriaco |

| 23 de octubre de 2013, 20:50 (UTC-3) | Universidad Católica                          | 3:4 (2:2) | São Paulo                                       | Estadio San Carlos de Apoquindo, Santiago                                 |                                                                           |
|                                      | Sosa 16' · Cordero 22' · Mirosevic 70' (pen.) | Reporte   | Aloísio 18', 23' · Ademilson 64' · Welliton 85' | Asistencia: 11 155[cita requerida] espectadores Árbitro(s): Antonio Arias | Asistencia: 11 155[cita requerida] espectadores Árbitro(s): Antonio Arias |

| 26 de septiembre de 2013, 20:00 (UTC-5) | Atlético Nacional | 1:0 (1:0) | Bahia | Estadio Atanasio Girardot, Medellín                        |                                                            |
|                                         | Diones 11' (a.g.) | Reporte   |       | Asistencia: 14 987 espectadores Árbitro(s): Roddy Zambrano | Asistencia: 14 987 espectadores Árbitro(s): Roddy Zambrano |

| 24 de octubre de 2013, 19:30 (UTC-3) | Bahia                                           | 1:0 (1:0) (3:4 p.)         | Atlético Nacional                             | Arena Fonte Nova, Salvador                            |                                                       |
|                                      | Hélder 5'                                       | Reporte                    |                                               | Asistencia: 9 408 espectadores Árbitro(s): Diego Abal | Asistencia: 9 408 espectadores Árbitro(s): Diego Abal |
|                                      |                                                 | Tiros desde el punto penal |                                               |                                                       |                                                       |
|                                      | Marquinhos · Souza · Talisca · Fabrício · Fáhel |                            | Medina · Cárdenas · Valencia · Uribe · Bernal |                                                       |                                                       |

| 25 de septiembre de 2013, 20:50 (UTC-4) | Libertad               | 2:0 (2:0) | Sport Recife | Estadio Feliciano Cáceres, Luque                        |                                                         |
|                                         | Gómez 9' · Benítez 38' | Reporte   |              | Asistencia: 5 128 espectadores Árbitro(s): Saúl Laverni | Asistencia: 5 128 espectadores Árbitro(s): Saúl Laverni |

| 23 de octubre de 2013, 21:10 (UTC-3) | Sport Recife | 1:2 (0:1) | Libertad                            | Arena Pernambuco, Recife                                  |                                                           |
|                                      | Ailson 46'   | Reporte   | J. González 41' · Ailson 50' (a.g.) | Asistencia: 17 575 espectadores Árbitro(s): Darío Ubriaco | Asistencia: 17 575 espectadores Árbitro(s): Darío Ubriaco |

| 24 de septiembre de 2013, 21:00 (UTC-3) | Coritiba | 0:1 (0:0) | Itagüí   | Estadio Couto Pereira, Curitiba                            |                                                            |
|                                         |          | Reporte   | Mena 46' | Asistencia: 9 192 espectadores Árbitro(s): Óscar Maldonado | Asistencia: 9 192 espectadores Árbitro(s): Óscar Maldonado |

| 24 de octubre de 2013, 20:00 (UTC-5) | Itagüí            | 2:1 (0:1) | Coritiba           | Estadio Polideportivo Sur, Envigado                    |                                                        |
|                                      | Quiñones 63', 90' | Reporte   | López 45+3' (a.g.) | Asistencia: 4 981 espectadores Árbitro(s): Carlos Vera | Asistencia: 4 981 espectadores Árbitro(s): Carlos Vera |

| 19 de septiembre de 2013, 19:15 (UTC-5) | Liga de Loja                    | 2:1 (1:0) | River Plate  | Estadio Reina del Cisne, Loja                            |                                                          |
|                                         | Larrea 32' · Uchuari 64' (pen.) | Reporte   | Ferreyra 58' | Asistencia: 8 189 espectadores Árbitro(s): José Buitrago | Asistencia: 8 189 espectadores Árbitro(s): José Buitrago |

| 26 de septiembre de 2013, 19:30 (UTC-3) | River Plate                 | 2:0 (1:0) | Liga de Loja | Estadio Monumental, Buenos Aires                           |                                                            |
|                                         | Gutiérrez 36' · Lanzini 70' | Reporte   |              | Asistencia: 34 201 espectadores Árbitro(s): Julio Quintana | Asistencia: 34 201 espectadores Árbitro(s): Julio Quintana |

| 18 de septiembre de 2013, 20:15 (UTC-3) | Lanús                                    | 4:0 (3:0) | Universidad de Chile | Estadio Ciudad de Lanús, Lanús                              |                                                             |
|                                         | Silva 23' · Melano 30', 31' · Acosta 67' | Reporte   |                      | Asistencia: 23 702 espectadores Árbitro(s): Carlos Amarilla | Asistencia: 23 702 espectadores Árbitro(s): Carlos Amarilla |

| 25 de septiembre de 2013, 19:30 (UTC-3) | Universidad de Chile | 1:0 (0:0) | Lanús | Estadio Nacional, Santiago                              |                                                         |
|                                         | Aránguiz 68'         | Reporte   |       | Asistencia: 36 228 espectadores Árbitro(s): Héber Lopes | Asistencia: 36 228 espectadores Árbitro(s): Héber Lopes |

| 18 de septiembre de 2013, 20:30 (UTC-5) | La Equidad | 1:2 (0:0) | Vélez Sarsfield                    | Estadio Metropolitano de Techo, Bogotá                     |                                                            |
|                                         | Díaz 75'   | Reporte   | Hinestroza 52' (a.g.) · Cabral 80' | Asistencia: 1 935 espectadores Árbitro(s): Roberto Silvera | Asistencia: 1 935 espectadores Árbitro(s): Roberto Silvera |

| 2 de octubre de 2013, 21:15 (UTC-3) | Vélez Sarsfield         | 2:1 (0:1) | La Equidad | Estadio José Amalfitani, Buenos Aires                      |                                                            |
|                                     | Pratto 70' · Zárate 85' | Reporte   | Moreno 45' | Asistencia: 22 846 espectadores Árbitro(s): Patricio Polic | Asistencia: 22 846 espectadores Árbitro(s): Patricio Polic |

| 25 de septiembre de 2013, 19:30 (UTC-3) | Ponte Preta               | 2:0 (1:0) | Deportivo Pasto | Estadio Moisés Lucarelli, Campinas                         |                                                            |
|                                         | Uendel 30' · Bastos 90+7' | Reporte   |                 | Asistencia: 14 409 espectadores Árbitro(s): Julio Bascuñán | Asistencia: 14 409 espectadores Árbitro(s): Julio Bascuñán |

| 22 de octubre de 2013, 19:15 (UTC-5) | Deportivo Pasto | 1:0 (0:0) | Ponte Preta | Estadio Departamental Libertad, Pasto                        |                                                              |
|                                      | Mina 52'        | Reporte   |             | Asistencia: 10 871 espectadores Árbitro(s): Marlon Escalante | Asistencia: 10 871 espectadores Árbitro(s): Marlon Escalante |

### Cuartos de final
| 30 de octubre de 2013, 21:50 (UTC-2) | São Paulo                            | 3:2 (1:1) | Atlético Nacional     | Estadio Morumbi, São Paulo                                  |                                                             |
|                                      | Jadson 13' · Antônio Carlos 71', 90' | Reporte   | Uribe 39' · Duque 78' | Asistencia: 22 441 espectadores Árbitro(s): Víctor Carrillo | Asistencia: 22 441 espectadores Árbitro(s): Víctor Carrillo |

| 6 de noviembre de 2013, 18:50 (UTC-5) | Atlético Nacional | 0:0     | São Paulo | Estadio Atanasio Girardot, Medellín                       |                                                           |
|                                       |                   | Reporte |           | Asistencia: 43 168 espectadores Árbitro(s): Enrique Osses | Asistencia: 43 168 espectadores Árbitro(s): Enrique Osses |

| 31 de octubre de 2013, 21:30 (UTC-3) | Libertad                  | 2:0 (2:0) | Itagüí | Estadio Dr. Nicolás Leoz, Asunción                      |                                                         |
|                                      | Molinas 38' · Recalde 43' | Reporte   |        | Asistencia: 7 637 espectadores Árbitro(s): Sandro Ricci | Asistencia: 7 637 espectadores Árbitro(s): Sandro Ricci |

| 7 de noviembre de 2013, 20:15 (UTC-5) | Itagüí      | 1:0 (1:0) | Libertad | Estadio Polideportivo Sur, Envigado                        |                                                            |
|                                       | Bolívar 18' | Reporte   |          | Asistencia: 4 829 espectadores Árbitro(s): Roberto Silvera | Asistencia: 4 829 espectadores Árbitro(s): Roberto Silvera |

| 29 de octubre de 2013, 20:15 (UTC-3) | Lanús | 0:0     | River Plate | Estadio Ciudad de Lanús, Lanús                            |                                                           |
|                                      |       | Reporte |             | Asistencia: 32 951 espectadores Árbitro(s): Silvio Trucco | Asistencia: 32 951 espectadores Árbitro(s): Silvio Trucco |

| 6 de noviembre de 2013, 20:50 (UTC-3) | River Plate   | 1:3 (0:2) | Lanús                                  | Estadio Monumental, Buenos Aires                       |                                                        |
|                                       | Gutiérrez 82' | Reporte   | D. González 6' · Silva 31' · Ayala 71' | Asistencia: 38 928 espectadores Árbitro(s): Diego Abal | Asistencia: 38 928 espectadores Árbitro(s): Diego Abal |

| 31 de octubre de 2013, 20:15 (UTC-2) | Ponte Preta | 0:0     | Vélez Sarsfield | Estadio Moisés Lucarelli, Campinas                        |                                                           |
|                                      |             | Reporte |                 | Asistencia: 12 506 espectadores Árbitro(s): Darío Ubriaco | Asistencia: 12 506 espectadores Árbitro(s): Darío Ubriaco |

| 7 de noviembre de 2013, 19:45 (UTC-3) | Vélez Sarsfield | 0:2 (0:0) | Ponte Preta                    | Estadio José Amalfitani, Buenos Aires                     |                                                           |
|                                       |                 | Reporte   | Elias 48' · Fernando Bob 90+3' | Asistencia: 27 486 espectadores Árbitro(s): Wilmar Roldán | Asistencia: 27 486 espectadores Árbitro(s): Wilmar Roldán |

### Semifinales
| 20 de noviembre de 2013, 21:50 (UTC-2) | São Paulo | 1:3 (1:1) | Ponte Preta                                           | Estadio Morumbi, São Paulo                             |                                                        |
|                                        | Ganso 20' | Reporte   | Antônio Carlos 44' (a.g.) · Leonardo 53' · Uendel 70' | Asistencia: 53 302 espectadores Árbitro(s): Diego Abal | Asistencia: 53 302 espectadores Árbitro(s): Diego Abal |

| 27 de noviembre de 2013, 21:50 (UTC-2) | Ponte Preta  | 1:1 (1:0) | São Paulo        | Estadio Romildo Vitor Gomes Ferreira, Mogi Mirim        |                                                         |
|                                        | Leonardo 42' | Reporte   | Luís Fabiano 83' | Asistencia: 12 161 espectadores Árbitro(s): Carlos Vera | Asistencia: 12 161 espectadores Árbitro(s): Carlos Vera |

| 21 de noviembre de 2013, 21:15 (UTC-3) | Libertad     | 1:2 (0:0) | Lanús                        | Estadio Dr. Nicolás Leoz, Asunción                        |                                                           |
|                                        | G. Gómez 80' | Reporte   | Silva 54' · Goltz 62' (pen.) | Asistencia: 15 564 espectadores Árbitro(s): Darío Ubríaco | Asistencia: 15 564 espectadores Árbitro(s): Darío Ubríaco |

| 28 de noviembre de 2013, 21:15 (UTC-3) | Lanús                              | 2:1 (1:0) | Libertad        | Estadio Ciudad de Lanús, Lanús                              |                                                             |
|                                        | D. González 12' · Goltz 57' (pen.) | Reporte   | J. González 53' | Asistencia: 33 500 espectadores Árbitro(s): Víctor Carrillo | Asistencia: 33 500 espectadores Árbitro(s): Víctor Carrillo |

### Final

#### Ida
| 4 de diciembre de 2013, 20:50 (UTC-2) | Ponte Preta | 1:1 (0:0) | Lanús        | Estadio Pacaembú, São Paulo                                 |                                                             |
|                                       | Bastos 78'  | Reporte   | P. Goltz 57' | Asistencia: 28 477 espectadores Árbitro(s): Roberto Silvera | Asistencia: 28 477 espectadores Árbitro(s): Roberto Silvera |

| 1          | POR        | Roberto        |     |
| 2          | DEF        | Artur          |     |
| 3          | DEF        | César          |     |
| 4          | DEF        | Diego Sacoman  |     |
| 5          | DEF        | Uendel         |     |
| 6          | MED        | Baraka         |     |
| 8          | MED        | Fernando Bob   | 63' |
| 10         | MED        | Elias          | 86' |
| 15         | DEL        | Fellipe Bastos |     |
| 29         | DEL        | Leonardo       |     |
| 7          | DEL        | Rildo          | 73' |
| Entrenador | Entrenador | Jorginho       |     |

| 1          | POR        | Agustín Marchesín          |     |
| 4          | DEF        | Carlos Araujo              |     |
| 2          | DEF        | Paolo Goltz                |     |
| 24         | DEF        | Carlos Izquierdoz          |     |
| 6          | DEF        | Maximiliano Velázquez      |     |
| 5          | MED        | Diego González             | 79' |
| 15         | MED        | Leandro Somoza             |     |
| 22         | MED        | Jorge Ortiz                |     |
| 26         | DEL        | Lucas Melano               | 68' |
| 9          | DEL        | Santiago Silva             |     |
| 14         | DEL        | Jorge Pereyra              | 87' |
| Entrenador | Entrenador | Guillermo Barros Schelotto |     |

| 27 | MED | Adaílton  | 63' |  |
| 11 | MED | Chiquinho | 73' |  |
| 20 | MED | Magal     | 86' |  |

| 16 | MED | Víctor Ayala        | 68' |  |
| 8  | MED | Fernando Barrientos | 79' |  |
| 23 | MED | Oscar Benítez       | 87' |  |

| Anotado | 78' | Fellipe Bastos | 1:1 |

| Anotado | 57' | Paolo Goltz | 0:1 |

| Amonestado | 17' | Diego Sacoman |
| Amonestado | 60' | Fernando Bob  |
| Amonestado | 67' | Artur         |
| Amonestado | 89' | Uendel        |

| Amonestado | 30' | Diego González        |
| Amonestado | 54' | Jorge Pereyra         |
| Amonestado | 72' | Carlos Izquierdoz     |
| Amonestado | 84' | Maximiliano Velázquez |

| Árbitro             | Roberto Silvera   |
| Árbitros asistentes | Mauricio Espinosa |
| Árbitros asistentes | Marcelo Costa     |
| Cuarto árbitro      | Daniel Fedorczuk  |

| 1          | POR        | Roberto        |     |
| 2          | DEF        | Artur          |     |
| 3          | DEF        | César          |     |
| 4          | DEF        | Diego Sacoman  |     |
| 5          | DEF        | Uendel         |     |
| 6          | MED        | Baraka         |     |
| 8          | MED        | Fernando Bob   | 63' |
| 10         | MED        | Elias          | 86' |
| 15         | DEL        | Fellipe Bastos |     |
| 29         | DEL        | Leonardo       |     |
| 7          | DEL        | Rildo          | 73' |
| Entrenador | Entrenador | Jorginho       |     |

| 1          | POR        | Agustín Marchesín          |     |
| 4          | DEF        | Carlos Araujo              |     |
| 2          | DEF        | Paolo Goltz                |     |
| 24         | DEF        | Carlos Izquierdoz          |     |
| 6          | DEF        | Maximiliano Velázquez      |     |
| 5          | MED        | Diego González             | 79' |
| 15         | MED        | Leandro Somoza             |     |
| 22         | MED        | Jorge Ortiz                |     |
| 26         | DEL        | Lucas Melano               | 68' |
| 9          | DEL        | Santiago Silva             |     |
| 14         | DEL        | Jorge Pereyra              | 87' |
| Entrenador | Entrenador | Guillermo Barros Schelotto |     |

| 27 | MED | Adaílton  | 63' |  |
| 11 | MED | Chiquinho | 73' |  |
| 20 | MED | Magal     | 86' |  |

| 16 | MED | Víctor Ayala        | 68' |  |
| 8  | MED | Fernando Barrientos | 79' |  |
| 23 | MED | Oscar Benítez       | 87' |  |

| Anotado | 78' | Fellipe Bastos | 1:1 |

| Anotado | 57' | Paolo Goltz | 0:1 |

| Amonestado | 17' | Diego Sacoman |
| Amonestado | 60' | Fernando Bob  |
| Amonestado | 67' | Artur         |
| Amonestado | 89' | Uendel        |

| Amonestado | 30' | Diego González        |
| Amonestado | 54' | Jorge Pereyra         |
| Amonestado | 72' | Carlos Izquierdoz     |
| Amonestado | 84' | Maximiliano Velázquez |

| Árbitro             | Roberto Silvera   |
| Árbitros asistentes | Mauricio Espinosa |
| Árbitros asistentes | Marcelo Costa     |
| Cuarto árbitro      | Daniel Fedorczuk  |

#### Vuelta
| 11 de diciembre de 2013, 20:50 (UTC-3) | Lanús                    | 2:0 (2:0) | Ponte Preta | Estadio Ciudad de Lanús, Lanús                            |                                                           |
|                                        | Ayala 24' · Blanco 45+1' | Reporte   |             | Asistencia: 40 000 espectadores Árbitro(s): Enrique Osses | Asistencia: 40 000 espectadores Árbitro(s): Enrique Osses |

| 1          | POR        | Agustín Marchesín          |     |
| 4          | DEF        | Carlos Araujo              |     |
| 2          | DEF        | Paolo Goltz                |     |
| 24         | DEF        | Carlos Izquierdoz          |     |
| 6          | MED        | Maximiliano Velázquez      |     |
| 5          | MED        | Diego González             |     |
| 15         | MED        | Leandro Somoza             |     |
| 23         | MED        | Oscar Benítez              | 91' |
| 16         | MED        | Víctor Ayala               |     |
| 18         | DEL        | Ismael Blanco              | 77' |
| 9          | DEL        | Santiago Silva             |     |
| Entrenador | Entrenador | Guillermo Barros Schelotto |     |

| 1          | POR        | Roberto        |     |
| 2          | DEF        | Artur          | 56' |
| 3          | DEF        | César          |     |
| 4          | DEF        | Diego Sacoman  |     |
| 8          | MED        | Fernando Bob   |     |
| 6          | MED        | Baraka         |     |
| 20         | MED        | Magal          | 46' |
| 10         | MED        | Elias          |     |
| 15         | MED        | Fellipe Bastos |     |
| 29         | DEL        | Leonardo       |     |
| 7          | DEL        | Rildo          | 65' |
| Entrenador | Entrenador | Jorginho       |     |

| 22 | MED | Jorge Ortiz      | 77' |
| 21 | MED | Nicolás Pasquini | 91' |

| 27 | DEL | Adaílton | 46' |
| 21 | MED | Ferrugem | 56' |
| 9  | DEL | William  | 65' |

| Anotado | 24'   | Víctor Ayala  | 1:0 |
| Anotado | 45+1' | Ismael Blanco | 2:0 |

|  |  |  |  |

| Amonestado | 25' | Víctor Ayala   |
| Amonestado | 35' | Leandro Somoza |
| Amonestado | 74' | Ismael Blanco  |

| Amonestado | 85' | Fellipe Bastos |

| Árbitro             | Enrique Osses  |
| Árbitros asistentes | Carlos Astroza |
| Árbitros asistentes | Sergio Román   |
| Cuarto árbitro      | Julio Bascuñán |

| 1          | POR        | Agustín Marchesín          |     |
| 4          | DEF        | Carlos Araujo              |     |
| 2          | DEF        | Paolo Goltz                |     |
| 24         | DEF        | Carlos Izquierdoz          |     |
| 6          | MED        | Maximiliano Velázquez      |     |
| 5          | MED        | Diego González             |     |
| 15         | MED        | Leandro Somoza             |     |
| 23         | MED        | Oscar Benítez              | 91' |
| 16         | MED        | Víctor Ayala               |     |
| 18         | DEL        | Ismael Blanco              | 77' |
| 9          | DEL        | Santiago Silva             |     |
| Entrenador | Entrenador | Guillermo Barros Schelotto |     |

| 1          | POR        | Roberto        |     |
| 2          | DEF        | Artur          | 56' |
| 3          | DEF        | César          |     |
| 4          | DEF        | Diego Sacoman  |     |
| 8          | MED        | Fernando Bob   |     |
| 6          | MED        | Baraka         |     |
| 20         | MED        | Magal          | 46' |
| 10         | MED        | Elias          |     |
| 15         | MED        | Fellipe Bastos |     |
| 29         | DEL        | Leonardo       |     |
| 7          | DEL        | Rildo          | 65' |
| Entrenador | Entrenador | Jorginho       |     |

| 22 | MED | Jorge Ortiz      | 77' |
| 21 | MED | Nicolás Pasquini | 91' |

| 27 | DEL | Adaílton | 46' |
| 21 | MED | Ferrugem | 56' |
| 9  | DEL | William  | 65' |

| Anotado | 24'   | Víctor Ayala  | 1:0 |
| Anotado | 45+1' | Ismael Blanco | 2:0 |

|  |  |  |  |

| Amonestado | 25' | Víctor Ayala   |
| Amonestado | 35' | Leandro Somoza |
| Amonestado | 74' | Ismael Blanco  |

| Amonestado | 85' | Fellipe Bastos |

| Árbitro             | Enrique Osses  |
| Árbitros asistentes | Carlos Astroza |
| Árbitros asistentes | Sergio Román   |
| Cuarto árbitro      | Julio Bascuñán |

|                           |
| Bandera de Argentina      |
| Campeón Lanús 1.er título |

## Estadísticas

### Goleadores
| Jugador                | Club                 | Goles | PJ |
| ---------------------- | -------------------- | ----- | -- |
| Enner Valencia         | Emelec               | 5     | 4  |
| Charles Aránguiz       | Universidad de Chile | 4     | 5  |
| Isaac Díaz             | Universidad de Chile | 4     | 6  |
| Richard Blanco         | Mineros de Guayana   | 3     | 4  |
| Nicolás Castillo       | Universidad Católica | 3     | 6  |
| Jorge González Marquet | Libertad             | 3     | 7  |
| Lucas Melano           | Lanús                | 3     | 9  |
| Paolo Goltz            | Lanús                | 3     | 10 |
| Santiago Silva         | Lanús                | 3     | 10 |

### Asistentes
| Jugador               | Club                 | Asistencias | PJ |
| --------------------- | -------------------- | ----------- | -- |
| Ganso                 | São Paulo            | 3           | 4  |
| Claudio Vargas        | Libertad             | 3           | 8  |
| Denis Stracqualursi   | Emelec               | 2           | 3  |
| Luis de la Cruz       | Guaraní              | 2           | 3  |
| Gonzalo Fierro        | Colo Colo            | 2           | 4  |
| Marcos Mondaini       | Emelec               | 2           | 4  |
| Hamilton Pereira      | River Plate          | 2           | 4  |
| Milovan Mirosevic     | Universidad Católica | 2           | 5  |
| Stalin Motta          | La Equidad           | 2           | 5  |
| Ismael Sosa           | Universidad Católica | 2           | 5  |
| Cristián Álvarez      | Universidad Católica | 2           | 6  |
| Nicolás Castillo      | Universidad Católica | 2           | 6  |
| Manuel Lanzini        | River Plate          | 2           | 6  |
| Gustavo Lorenzetti    | Universidad de Chile | 2           | 6  |
| Lautaro Acosta        | Lanús                | 2           | 7  |
| Sherman Cárdenas      | Atlético Nacional    | 2           | 8  |
| Maximiliano Velázquez | Lanús                | 2           | 10 |